# Cephalotes notatus
Cephalotes notatus is een mierensoort uit de onderfamilie van de Myrmicinae. De wetenschappelijke naam van de soort is voor het eerst geldig gepubliceerd in 1866 door Mayr.